# Den farlige leken
Den farlige leken är en norsk svartvit komedifilm  från 1942 i regi av Tancred Ibsen. I de ledande rollerna ses Per Aabel,  Lauritz Falk och Nanna Stenersen.

## Handling
Jean Blom är en känd arkitekt i Oslo. Han är gift med Helene och de har två barn. De bor i en modern lägenhet och har det gott ställt ekonomiskt. Jean är en livlig och sällskaplig herre som tycker om att flirta och festa. Helene är å andra sidan huslig av sig och föredrar att vara hemma. De bådas olikheter skapar en återkommande irritation dem emellan. En dag får Jean reda på att en av hans bekanta, doktor Holm, experimenterar med ett hormonpreparat. Jean får idén att han ska testa detta på hustrun för att bringa lite liv i henne. De berättar inte för Helene att hon blivit försökskanin, men hon har i smyg lyssnat på samtalet.
Jean insisterar på att hon ska gå till doktor Holm för att där få en stärkande dryck, vilket hon går med på. När hon ska få preparatet ber hon honom om ett glas portvin. Doktorn lämnar rummet och hon byter då ut vätskan mot vatten. När hon mottagit det doktorn tror är det rätta preparatet fylls hon av ett hämndbegär. Hon spelar svimfärdig och börjar kurtisera doktorn. För att bli kvitt henne måste han lova att följa med henne och maken ut senare på kvällen. Kvällen utvecklar sig till en sant helvete för Jean och doktorn.

## Rollista
- Per Aabel – Fredrik Holm, doktor
- Lauritz Falk – Jean Blom, arkitekt
- Nanna Stenersen – Helene Blom, Jeans fru
- Finn Bernhoft – chaufför
- Johannes Eckhoff – kontorist
- Wenche Foss – Christine Sandemann, Joachims fru
- Hilda Fredriksen – Tommesen
- Jorun Groth – Lille Gro, Bloms dotter
- Else Grieg Halvorsen – Holms assistent
- Else Heiberg – Sylvia
- Joachim Holst-Jensen – Joachim Sandemann
- Kaare Knudsen – konstapel
- Jolly Kramer-Johansen – man med dragspel på fest
- Haakon Larsen – hovmästare
- John Larsen – barägare
- Eva Lunde – Ellinor
- Daniel Løvdal – pianist
- Fridtjof Mjøen – Stefan Dweller, berömd violinist
- Jon Lennart Mjøen – Smukkassen
- Thorleif Reiss – herr Holt
- Bjørg Riiser-Larsen – Bjørg, en gäst
- Sunny Rokkones – kvinna på fest
- Liv Uchermann Selmer – kvinna

## Om filmen
Den farlige leken regisserades av Tancred Ibsen. Filmen bygger på Alex. Brinchmanns pjäs Karusellen som omarbetades till filmmanus av Ibsen. Den producerades av Axel Haslund för Tancred Ibsen Film med Ibsen som produktionsledare. Den fotades av Kåre Bergstrøm och klipptes av Ibsen. Musiken komponerades av Jolly Kramer-Johansen som även hade en mindre roll i filmen. Premiären ägde rum den 23 februari 1942 i Norge.